# Ländersteuer
Bei Ländersteuern steht das Steueraufkommen für bestimmte Steuerarten den Ländern als Steuergläubiger zu, sofern sie für diese Steuern die Steuerertragshoheit besitzen.

## Allgemeines
Das deutsche Finanzverfassungsrecht unterscheidet gemäß Art. 106 GG zwischen Bundessteuern, Gemeinschaftsteuern, Ländersteuern und Gemeindesteuern. Jede dieser Gebietskörperschaften besitzt mithin ein eigenes Steueraufkommen, das im Finanzausgleich berücksichtigt wird.

## Rechtsgrundlagen
In Art. 106 Abs. 2 GG ist vorgeschrieben, dass das Aufkommen der Ländersteuern den Ländern zusteht. Im weiteren Sinne gehören neben diesen Ländersteuern auch die Anteile eines Landes an den Bundes- und Gemeinschaftsteuern und an der kommunalen Gewerbesteuerumlage zu den Ländersteuern.

## Steuerarten
Die Steuerarten verteilen sich auf die Steuerhoheit wie folgt:
| Steuerhoheit        | Steuerart | Anmerkungen | Steueranteile aus anderen Steuerhoheiten |
| ------------------- | --- | --- | --- |
| Bundessteuern       | - Verbrauchsteuern (Alkoholsteuer, Alkopopsteuer, Energiesteuer Kaffeesteuer, Schaumweinsteuer, Stromsteuer, Tabaksteuer, Zwischenerzeugnissteuer) - Verkehrsteuern (Kraftfahrzeugsteuer, Luftverkehrsteuer, Versicherungsteuer) - Kapitalverkehrsteuern - Zölle | von den Verbrauchsteuern nicht die Biersteuer | Gemeinschaftsteuern: Lohnsteuer und veranlagte Einkommensteuer: 42,5 %; nicht veranlagte Ertragsteuern und Körperschaftsteuer: 50 %; Umsatz- und Einfuhrumsatzsteuer: 49,6 %; Gewerbesteuerumlage: 14 % |
| Gemeinschaftsteuern | Lohnsteuer und veranlagte Einkommensteuer, nicht veranlagte Ertragsteuern und Körperschaftsteuer, Umsatzsteuer, Einfuhrumsatzsteuer Kapitalertragsteuer | Körperschaftsteuer: Bund und Länder jeweils 50 % Lohnsteuer und veranlagte Einkommensteuer: Bund und Länder jeweils 42,5 %, Gemeinden 15 %; nicht veranlagte Ertragsteuer und Körperschaftsteuer: Bund und Länder jeweils 50 %; Umsatzsteuer: Bund 66,5 %, Länder 33,5 % Bund und Länder jeweils 44 % | Gewerbesteuerumlage: 14 % |
| Ländersteuern       | - Verbrauchsteuern (Biersteuer) - Verkehrsteuern (Grunderwerbsteuer, Rennwett- und Lotteriesteuer, Feuerschutzsteuer, Spielbankabgabe) - Besitzsteuern (Erbschaftsteuer, Schenkungsteuer)                                                                        | die Vermögensteuer wird seit 1997 nicht mehr erhoben | Lohnsteuer und veranlagte Einkommensteuer: 42,5 %; nicht veranlagte Ertragsteuer und Körperschaftsteuer: 50 %; Umsatz- und Einfuhrumsatzsteuer: 50,4 %                                                  |
| Gemeindesteuern     | Gewerbesteuer, Grundsteuer, Verbrauchsteuern | Verbrauchsteuern: Fischereisteuer, Getränkesteuer, Hundesteuer, Jagdsteuer, Kommunalabgaben, kommunale Verwaltungsgebühren, Kulturförderabgabe, Ortstaxe, Pferdesteuer, Schankerlaubnissteuer, Vergnügungsteuer, Zweitwohnungsteuer                                                                   | Gemeinschaftsteuern: Lohnsteuer und veranlagte Einkommensteuer: 15 %; Kapitalertragsteuer: 12 %; Steuerzuweisungen aus dem Landeshaushalt                                                               |

Zu den Steuerarten der Ländersteuern gehören Biersteuer, Erbschaftsteuer, Feuerschutzsteuer, Grunderwerbsteuer, Lotteriesteuer, Rennwettsteuer, Schenkungsteuer sowie die Abgabe von Spielbanken, soweit sie nicht dem Bund oder Bund und Ländern gemeinsam zustehen. Verkehrsteuern sind Ländersteuern, soweit es sich nicht um eine Bundessteuer oder Gemeinschaftsteuer handelt. Gemäß § 1 Abs. 1 Finanzausgleichsgesetz erhalten die Länder 45,19 % der Umsatzsteuer. Außerdem erhalten sie 14 % des Gewerbesteueraufkommens im Rahmen der redistributiven Funktion über die Gewerbesteuerumlage von den Gemeinden. Die Aufteilung der Umsatzsteuer wird durch § 2 Finanzausgleichsgesetz (FAG) befristet und einwohnerabhängig geregelt (Anteile derzeit: 52,81 % Bund, 45,19 % Länder, 1,99 % Gemeinden; § 1 FAG).
Die Vermögensteuer war bis zu ihrer Abschaffung im Dezember 1996 eine klassische Ländersteuer, die Kraftfahrzeugsteuer ist seit Juli 2009 eine Bundessteuer.

## Wirtschaftliche Aspekte
Die Ländersteuern sind Teil des Finanzausgleichs, durch den die Gemeinschaftsteuern, Ländersteuern und Gewerbesteuern unter diesen Gebietskörperschaften verteilt werden. Damit soll die Finanzierung der öffentlichen Aufgaben insbesondere bei der Daseinsvorsorge sichergestellt werden.
Das komplexe Verteilungssystem unterscheidet zwischen dem vertikalen Finanzausgleich auf verschiedenen Ebenen (Bund → Länder → Gemeinden) mit Bundesergänzungszuweisungen und dem horizontalen Finanzausgleich auf gleicher Ebene, der aus dem Umsatzsteuervorwegausgleich und dem Länderfinanzausgleich unter den Bundesländern besteht.

## International
Der Föderalismus in Österreich weist im internationalen Vergleich eine besonders geringe Autonomie auf der Einnahmeseite sowohl auf Länder- als auch auf Gemeindeebene auf. Die Finanzierung der Ausgaben erfolgt in überwiegendem Maße über die Anteile an den gemeinschaftlichen Bundessteuern. Die die Einführung einer Ländersteuer wird im Rahmen der Lohn- und Einkommensteuer diskutiert. Für die Ebene der Gemeinden eignen sich Grundsteuer und die Kommunalsteuer.
In der Schweiz sind die Kantone in der Wahl ihrer Steuern grundsätzlich frei, es sei denn, die Bundesverfassung der Schweizerischen Eidgenossenschaft verbietet ausdrücklich die Erhebung bestimmter Steuern durch die Kantone oder behält sie dem Bund vor. Es gibt vergleichbar wie in Deutschland Bundessteuern, Kantonssteuern und Gemeindesteuern. Kantone und Gemeinden erheben die Kantons- bzw. die Gemeindesteuer. Es ergibt sich folgende Gliederung:
| Steuerhoheit          | direkte Steuer                                                                             | indirekte Steuer                                                                 |
| --------------------- | ------------------------------------------------------------------------------------------ | -------------------------------------------------------------------------------- |
| Direkte Bundessteuern | Einkommensteuer, Quellensteuer, Stempelsteuer, Verrechnungssteuer, Wehrpflichtersatzabgabe | Biersteuer, Mehrwertsteuer, Mineralölsteuer, Tabaksteuer, Steuer auf Spirituosen |
| Kantonssteuern        | Einkommensteuer, Vermögenssteuer, Erbschaftssteuer, Schenkungsteuer, Liegenschaftssteuer   | Motorfahrzeugsteuer, Stempelsteuer, Billettsteuer                                |
| Gemeindesteuern       | Einkommensteuer, Vermögenssteuer, Kopfsteuer/Personalsteuer, Liegenschaftssteuer           | Sackgebühr, Abwassergebühr, Hundesteuer, Billettsteuer                           |

Direkte Steuern werden auf Einkommen, Vermögen und Kapitalertrag erhoben, indirekte Steuern belasten den Verbrauch (etwa Kraftstoff), Besitz (Kraftfahrzeug) oder den Aufwand (Sackgebühr).
In den USA wird die Bundessteuer (englisch Federal Tax) zentral vom Internal Revenue Service verwaltet. Die wenig systematische Aufteilung der Steuerhoheit kann dazu führen, dass neben den US-Bundessteuern auch die Steuern auf der Ebene der US-Bundesstaaten (englisch State Taxes) und gegebenenfalls auf der lokalen Ebene der Städte und Munizipalitäten (englisch Local Taxes) kumulativ bei derselben Steuerart anfallen.